# Hymenocallis
Hymenocallis là chi thực vật có hoa trong họ Amaryllidaceae.

## Danh sách loài
- Hymenocallis acutifolia (Herb. ex Sims) Sweet
- Hymenocallis araniflora T.M.Howard
- Hymenocallis arenicola Northr.
- Hymenocallis astrostephana T.M.Howard
- Hymenocallis azteciana Traub
- Hymenocallis baumlii Ravenna
- Hymenocallis bolivariana Traub
- Hymenocallis caribaea (L.) Herb.
- Hymenocallis choctawensis Traub
- Hymenocallis choretis Hemsl.
- Hymenocallis cleo Ravenna
- Hymenocallis clivorum Laferr.
- Hymenocallis concinna Baker
- Hymenocallis cordifolia Micheli
- Hymenocallis coronaria (Leconte) Kunth
- Hymenocallis crassifolia Herb.
- Hymenocallis durangoensis T.M.Howard
- Hymenocallis duvalensis Traub ex Laferr.
- Hymenocallis eucharidifolia Baker
- Hymenocallis fragrans (Salisb.) Salisb.
- Hymenocallis franklinensis Ger.L.Sm.
- Hymenocallis gholsonii G.Lom.Sm. & Garland
- Hymenocallis glauca (Zucc.) M.Roem.
- Hymenocallis godfreyi G.L.Sm. & Darst
- Hymenocallis graminifolia Greenm.
- Hymenocallis guatemalensis Traub
- Hymenocallis guerreroensis T.M.Howard
- Hymenocallis harrisiana Herb.
- Hymenocallis henryae Traub
- Hymenocallis howardii Bauml
- Hymenocallis imperialis T.M.Howard
- Hymenocallis incaica Ravenna
- Hymenocallis jaliscensis M.E.Jones
- Hymenocallis latifolia (Mill.) M.Roem.
- Hymenocallis leavenworthii (Standl. & Steyerm.) Bauml
- Hymenocallis lehmilleri T.M.Howard
- Hymenocallis limaensis Traub
- Hymenocallis liriosme (Raf.) Shinners
- Hymenocallis littoralis (Jacq.) Salisb.
- Hymenocallis lobata Klotzsch
- Hymenocallis longibracteata Hochr.
- Hymenocallis maximilianii T.M.Howard
- Hymenocallis multiflora Vargas
- Hymenocallis occidentalis (Leconte) Kunth
- Hymenocallis ornata (C.D.Bouché) M.Roem.
- Hymenocallis ovata (Mill.) M.Roem.
- Hymenocallis palmeri S.Watson
- Hymenocallis partita Ravenna
- Hymenocallis phalangidis Bauml
- Hymenocallis pimana Laferr.
- Hymenocallis portamonetensis Ravenna
- Hymenocallis praticola Britton & P.Wilson
- Hymenocallis proterantha Bauml
- Hymenocallis pumila Bauml
- Hymenocallis puntagordensis Traub
- Hymenocallis pygmaea Traub
- Hymenocallis rotata (Ker Gawl.) Herb.
- Hymenocallis schizostephana Worsley
- Hymenocallis sonorensis Standl.
- Hymenocallis speciosa (L.f. ex Salisb.) Salisb.
- Hymenocallis tridentata Small
- Hymenocallis tubiflora Salisb.
- Hymenocallis venezuelensis Traub
- Hymenocallis woelfleana T.M.Howard

## Hình ảnh

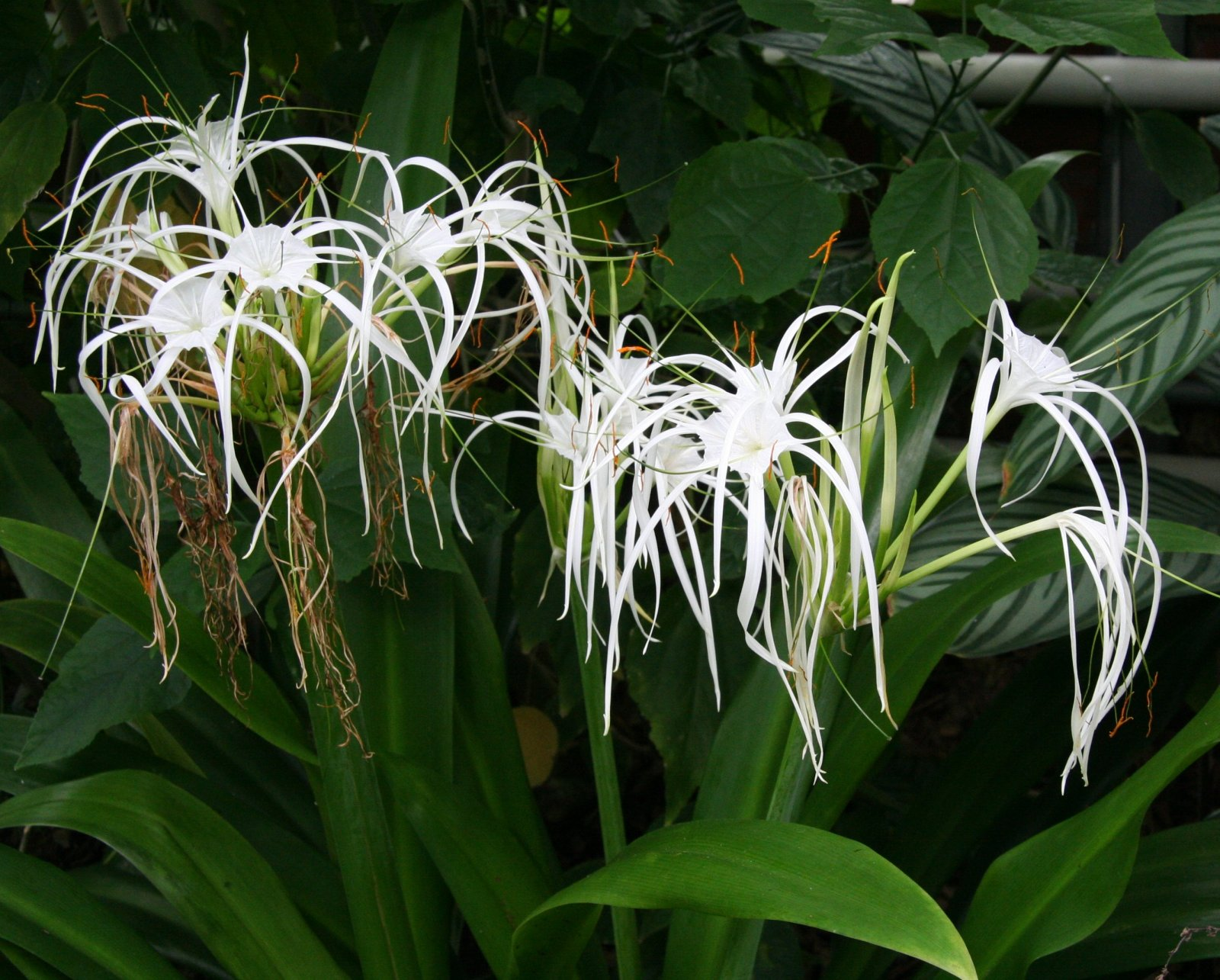
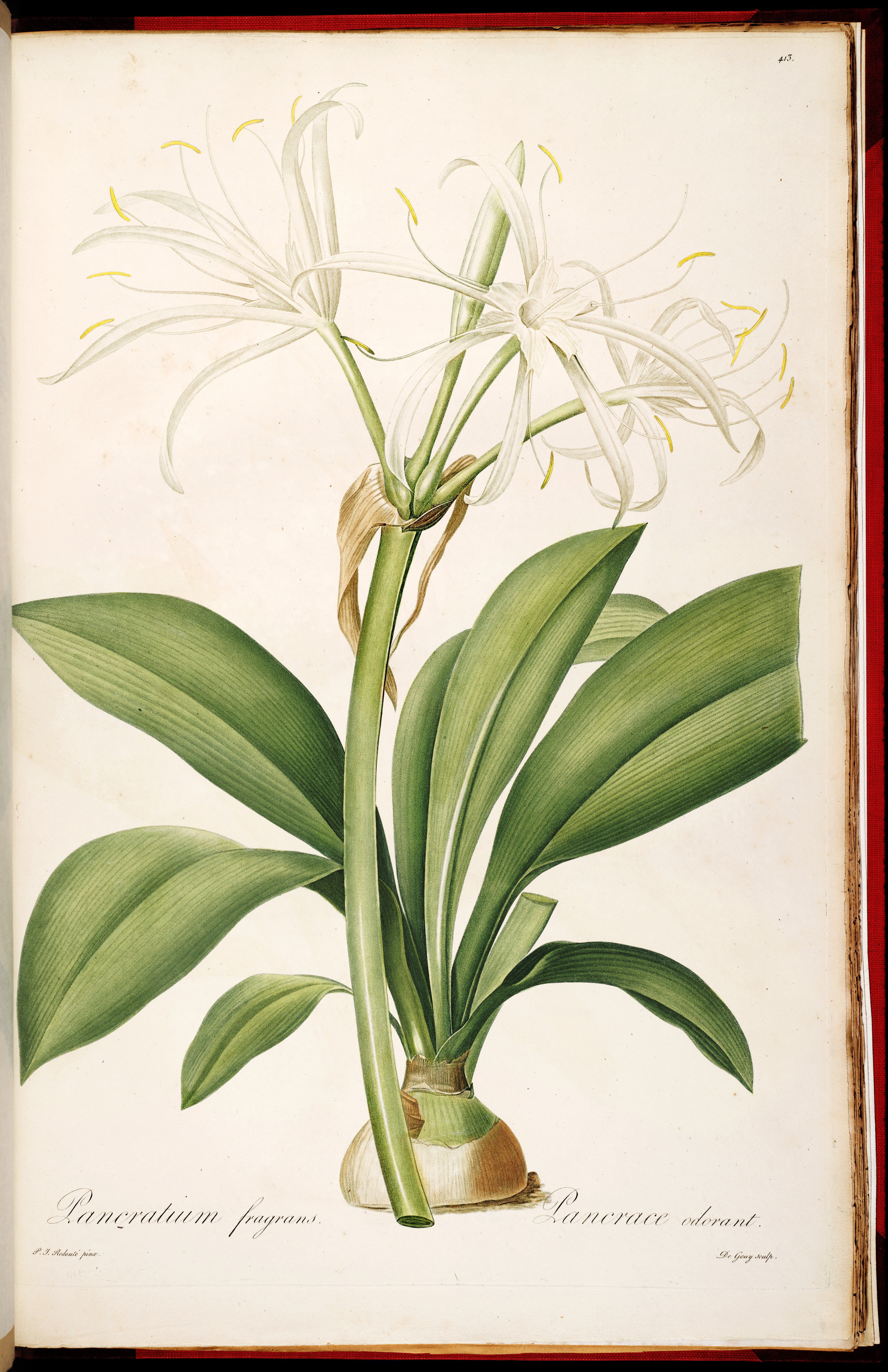
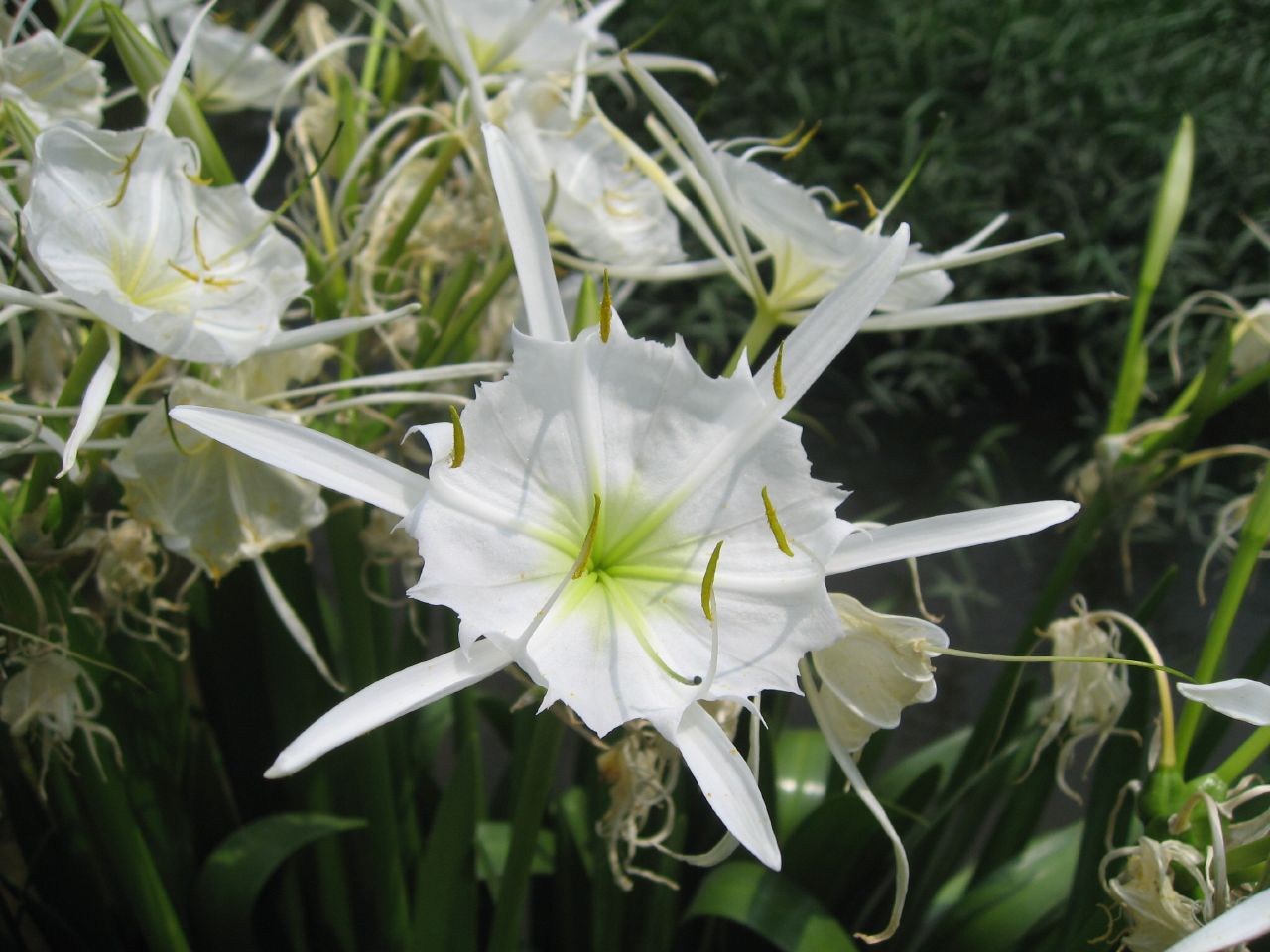
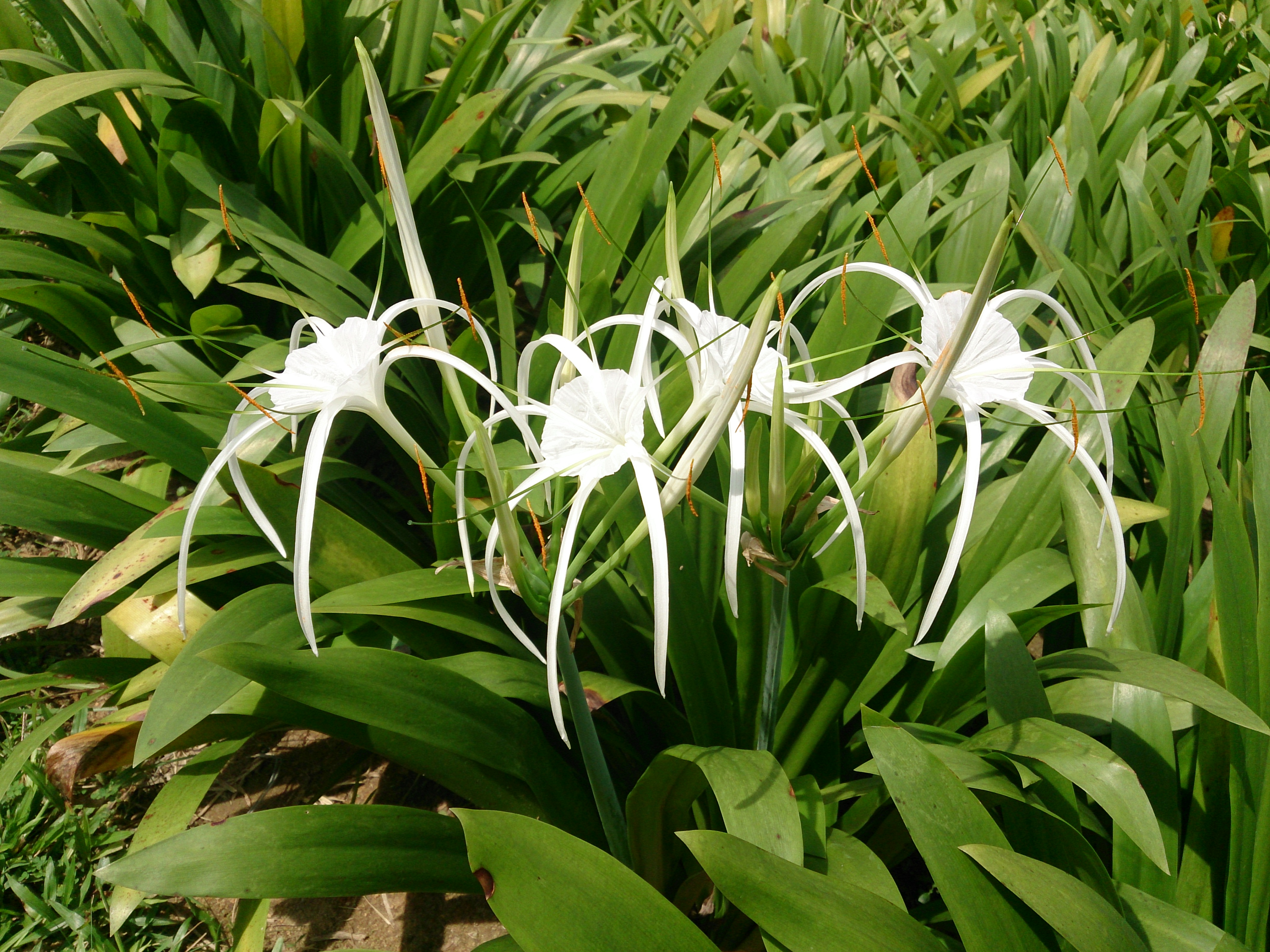